# Збагачувальна фабрика Маунт-Віндарра
Збагачувальна фабрика Маунт-Віндарра – колишнє підприємство гірничодобувної галузі на заході Австралії. 
В 1974 році почали роботу нікелеві копальні Маунт-Віндарра та Соуз-Віндарра, продукція яких надходила на збагачувальну фабрику, розміщену на майданчику Маунт-Віндарра. Фабрика могла переробляти як окислену, так і сульфідну руду і мала потужність у 1 млн тонн на рік. Сушку нікелевого концентрату організували з використанням відпрацьованих газів дизель-генераторної електростанції, що обслуговувала потреби комплексу.  
Товарний концентрат вивозили автотранспортом до розташованої за сотню кілометрів залізничної станції, через яку відправляли його далі на нікелеплавильний завод у Калгурлі.
В 1978-му обидва зазначені вище рудника перервали роботу через несприятливу цінову ситуацію на ринку. В 1981-му повторно ввели в дію Маунт-Вінарра, а в 1985-му відновили видобуток на Соуз-Віндарра. Втім, у 1990 – 1991 роках обидві копальні закрили – тепер вже назавжди через вичерпання запасів. До серпня 1991-го збагачувальна фабрика звершила переробку вилученої нікелевої руди, всього ж за весь період діяльності вона переробила 8,1 млн тонн руди та вилучила з неї 93,5 тисячі тонн нікелю. Є відомості, що до середини 1990-х збагачувальна фабрика Маунт-Віндарра допомагала у переробці руди нікелевої копальні Лейнстер на толінгових умовах.
Ще в 1981-му частину обладнання фабрики перепрофіліювали для вилучення золота з руди, що надходила з копальні Ленсфілд (в межах цього проекту в 1982-му додали жаровню для випалювання руди). Також відомо, що після модернізації в 1987-му потужність фабрики по цьому напрямку досягнула 0,6 млн тонн на рік. Окрім продукції Ленсфілд вона певний час переробляла руду розташованої за дві сотні кілометрів на захід копальні Варунга (відомо, що в 1985-му тут організували тестовий видобуток, результати якого дали підстави спорудити власні збагачувальні потужності), а також продукцію з родовища Біндах, що знаходилось за сотню кілометрів на південь та розроблялось в 1985 – 1987 роках з отриманням біля 0,5 тонни золота.